# Lotta ai I Giochi olimpici giovanili estivi
Gli incontri di Lotta ai I Giochi olimpici giovanili estivi si sono svolti dal 15 al 17 agosto 2010 all'International Convention Centre di Singapore. Sono state assegnate dieci medaglie d'oro in campo maschile (cinque nella lotta greco-romana e cinque nella lotta libera) e quattro in campo femminile (tutte nella lotta libera).

## Podi

### Uomini
| Evento             | Oro                 | Argento                 | Bronzo              |
| Lotta greco-romana |                     |                         |                     |
| fino a 42 kg       | Murad Bazarov       | Yosvanys Pena Flores    | Akan Baimaganbetov  |
| fino a 50 kg       | Elman Mukhtarov     | Vacante Nurbek Hakkulov | Shadybek Sulaimanov |
| fino a 58 kg       | Urmatbek Amatov     | Olexandr Lytvynov       | Artur Suleymanov    |
| fino a 69 kg       | Zhanibek Kandybayev | Musa Gedik              | Yousef Ghaderian    |
| fino a 85 kg       | Ruslan Adzhigov     | Hamdy Abdelwahab        | Ruslan Kamilov      |
| Lotta libera       |                     |                         |                     |
| fino a 46 kg       | Aldar Balzhinimaev  | Mehran Sheiki           | Artak Hovhannisyan  |
| fino a 54 kg       | Yūki Takahashi      | Kanan Guluyev           | Mehmet Ali Daylak   |
| fino a 63 kg       | Azamatbi Pshnatlov  | Bakhodur Kadirov        | Irakli Mosidze      |
| fino a 76 kg       | Resul Kalayci       | Jordan Rogers           | Dierbek Ergashev    |
| fino a 100 kg      | Ali Magomedabirov   | Abraham Conyedo         | Satywart Kadian     |

### Donne
| Evento       | Oro                    | Argento      | Bronzo            |
| Lotta libera |                        |              |                   |
| fino a 46 kg | Yu Miyahara            | Iulia Leorda | Petra Olli        |
| fino a 52 kg | Patimat Bagomedova     | Yuan Yuan    | Nilufar Gadaeva   |
| fino a 60 kg | Battsetseg Baatarzorig | Poota Dhanda | Svetlana Lipatova |
| fino a 70 kg | Dorothy Yeats          | Moon Jinju   | Karyna Stankova   |

## Medagliere
| Posizione | Paese         |    |    |    | Totale |
| --------- | ------------- | -- | -- | -- | ------ |
| 1         | Azerbaigian   | 4  | 1  | 0  | 5      |
| 2         | Russia        | 3  | 0  | 2  | 5      |
| 3         | Giappone      | 2  | 0  | 0  | 2      |
| 4         | Turchia       | 1  | 1  | 1  | 3      |
| 5         | Kazakistan    | 1  | 0  | 1  | 2      |
| 5         | Kirghizistan  | 1  | 0  | 1  | 2      |
| 7         | Mongolia      | 1  | 0  | 0  | 1      |
| 7         | Canada        | 1  | 0  | 0  | 1      |
| 9         | Cuba          | 0  | 2  | 0  | 2      |
| 10        | Uzbekistan    | 0  | 1  | 3  | 4      |
| 11        | Ucraina       | 0  | 1  | 1  | 2      |
| 11        | India         | 0  | 1  | 1  | 2      |
| 11        | Iran          | 0  | 1  | 1  | 2      |
| 14        | Egitto        | 0  | 1  | 0  | 1      |
| 14        | Tagikistan    | 0  | 1  | 0  | 1      |
| 14        | Stati Uniti   | 0  | 1  | 0  | 1      |
| 14        | Moldavia      | 0  | 1  | 0  | 1      |
| 14        | Cina          | 0  | 1  | 0  | 1      |
| 14        | Corea del Sud | 0  | 1  | 0  | 1      |
| 20        | Armenia       | 0  | 0  | 1  | 1      |
| 20        | Georgia       | 0  | 0  | 1  | 1      |
| 20        | Finlandia     | 0  | 0  | 1  | 1      |
| Totale    | Totale        | 14 | 14 | 14 | 42     |